# Revue noire

Revue noire est un trimestriel bilingue d'art contemporain consacré aux expressions artistiques africaines, publié à Paris de 1991 à 2000. C'est aussi une maison d'édition, qui a poursuivi son activité après la fin du magazine.

## Historique
Le trimestriel Revue noire, publié en français et en anglais et diffusé en Europe, en Afrique, en Amérique et en Asie a été créé en mai 1991 à Paris par Jean-Loup Pivin, Simon Njami, Pascal Martin Saint Leon et Bruno Tilliette.  « On voulait redresser les bêtises qu’on entendait, inscrire l’Afrique dans le monde », indique Simon Njami. Un des éléments déclencheurs de la création de cette revue est aussi l’exposition Magiciens de la terre organisée en 1989 par Jean-Hubert Martin, et faisant côtoyer des travaux d'artistes occidentaux bien connus et des créateurs non-occidentaux, notamment africains, assimilés à des magiciens dans le sens où leurs œuvres transmettent une tradition.  Ce périodique se consacre aux arts africains contemporains, alternant des numéros thématiques et des monographies,,.
Ce trimestriel cesse de paraître en novembre 2000, après trente quatre numéros, tirés chacun entre 4000 et 7 000 exemplaires. Cette publication est interrompue faute de temps et d’argent, et pour ne pas devenir une institution.

## Acteurs notables deRevue Noire
Fondateurs,

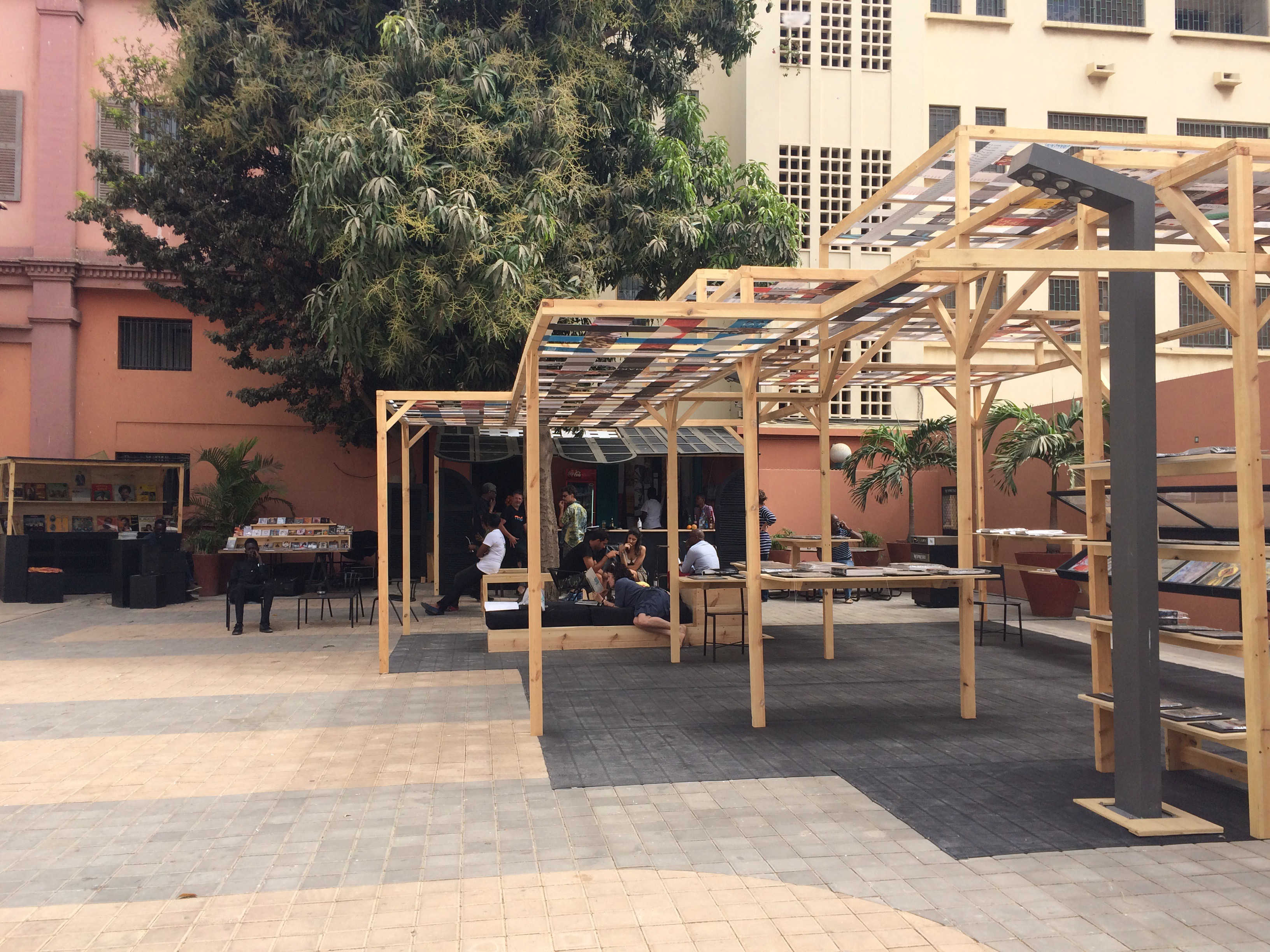
Exposition sur Revue Noire à la Biennale de Dakar 2016

- Jean-Loup Pivin : Directeur de publication
- Simon Njami : Rédacteur en chef
- Pascal Martin Saint Leon : Directeur artistique
- Bruno Tilliette : Rédacteur en chef

Autres participants
- N'Goné Fall, rejoint l'équipe en 1994 : Coordinatrice éditoriale
- Isabelle Boni-Claverie : responsable cinéma
- Michèle Rakotoson : responsable littérature